# Saint-Crespin
Saint-Crespin è un comune francese di 288 abitanti situato nel dipartimento della Senna Marittima nella regione della Normandia.

## Società

### Evoluzione demografica
Abitanti censiti